# Citipati
Citipati (Mytologický „Pán pohřebního ohně“) byl rod menšího teropodního dinosaura, zástupce čeledi Oviraptoridae. Žil v období svrchní křídy na území dnešního Mongolska (poušť Gobi). Zkameněliny tohoto zřejmě všežravého teropoda byly objeveny v sedimentech souvrství Džadochta, starých asi 84 až 75 milionů let.

## Historie a popis
Podle objevů v lokalitě Šabarak-usu ("Planoucí útesy") se jeví jako pravděpodobné, že fosilní úlomky skořápek vajec oviraptorů (nebo příbuzných druhů) používali již kolem roku 8000 př. n. l. neolitičtí obyvatelé pouště Gobi, kteří je opracovávali a navrtávali do podoby "korálků" pro nošení na náhrdelnících a jiných přívěscích.
V roce 2001 byl týmem paleontologů formálně popsán jediný dosud známý druh, C. osmolskae (na počest polské paleontoložky Halszky Osmólske (1930 – 2008), která se proslavila výzkumem mongolských druhohorních obratlovců). Citipati dosahoval délky kolem 2,5 až 2,7 metru a hmotnosti asi 75 až 86 kilogramů.

## Zařazení a paleobiologie
Tento vývojově pokročilý oviraptorid byl blízce příbuzný známějšímu a mírně menšímu rodu Oviraptor, dále pak dalším asijským rodům Ganzhousaurus a Rinchenia. Zajímavé je, že tito dinosauři byli nejspíš na většině povrchu svého těla opeření a prokazatelně hnízdili, přičemž přímo seděli na snůškách svých vajec, zahřívali je a chránili. Snůšky dosahují počtu až 22 vajec, jejichž délka se blíží 18 centimetrům. Jde tak o největší vejce, prokazatelně přisouditelná oviraptorosaurům. V roce 2018 byl ve sbírkách Amerického přírodovědeckého muzea identifikován další jedinec sedící na hnízdě, o 11 % větší než původní exemplář.
Čelisti v podobě silného bezzubého zobáku byly schopny velmi silného stisku.

## Zachování keratinu
V roce 2016 byla publikována studie, která popisuje zachování keratinu v původní rohovině drápu exempláře Citipati, sedícího na hnízdě. Jde o další důkaz možnosti dochování organických molekul z fosilií starých desítky milionů let.